# Фишман, Ольга Михайловна
О́льга Миха́йловна Фи́шман (род. 28 февраля 1946, г. Ленинград, СССР) — советский и российский этнолог и этнограф. Доктор исторических наук (2011), заведующая отделом этнографии народов Северо-Запада и Прибалтики Российского этнографического музея. Заслуженный работник культуры Российской Федерации (1999). Одна из авторов «Большой Российской энциклопедии».

## Биография
Родилась 28 февраля 1946 году в Ленинграде. Отец — Фишман Михаил Абрамович (1908—1997), инженер-экономист, закончил Ленинградский инженерно-экономический институт, Высшую партийную школу (факультет журналистики); участник Второй мировой войны (руководил строительством оборонительных сооружений под Гатчиной, комиссар 2-й партизанской бригады); по партийной линии работал инструктором Ленинградского и Новгородского областных комитетов КПСС. Мать — Морозова Анна Степановна(1909—1999), кандидат исторических наук, закончила географический факультет ЛГУ (Отделение восточной этнографии), работала в ГМЭ народов СССР (ныне РЭМ научным сотрудником, заведующая отделом этнографии народов Средней Азии и Казахстана, в 1941—1942 годы — директор музея, после войны — главный хранитель и вновь зав. отделом.
В 1969 году закончила исторический факультет ЛГУ по кафедре истории Средних веков (история Византии).
В 1986 году в Ленинградском отделении Институте этнографии АН СССР защитила диссертацию на соискание учёной степени кандидата исторических наук по теме «Деревянная утварь верхневолжских карел. XIX—XX вв.» (специальность 07.00.07 — этнография).

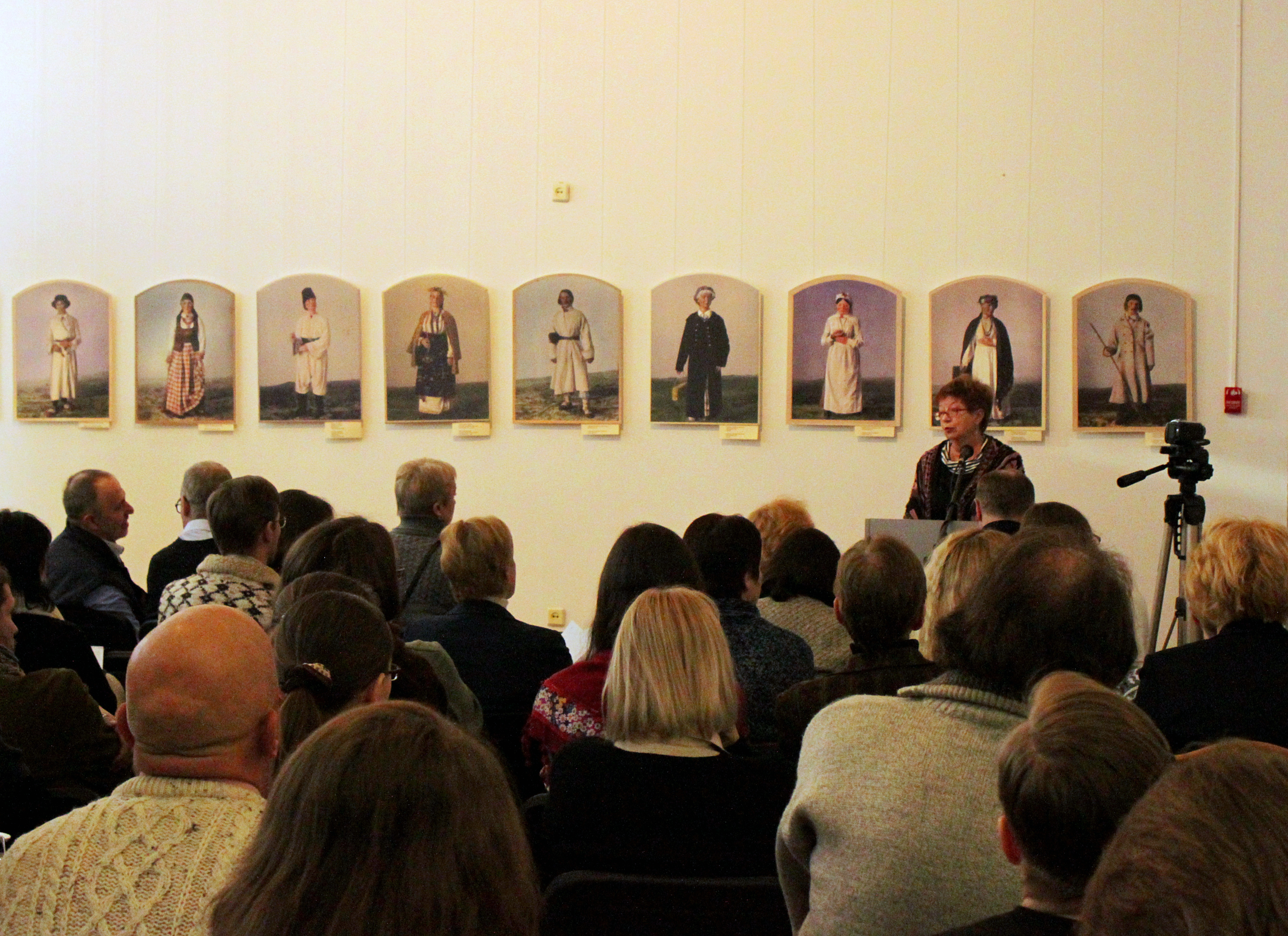
Ольга Михайловна Фишман, Российский этнографический музей.

В 1989—1997 годы — организатор Финно-угорских чтений в Санкт-Петербурге. Составитель и редактор 7 сборников статей.
После рождения сына в 1970 г. поступила на работу в Государственную Публичную библиотеку (ныне РНБ)в генеральный каталог.
В 1972 году начала работать научным сотрудником в отделе этнографии Прибалтики Государственного музея этнографии с первоначальной специализацией по латышской этнографии, а с 1978 года — тверских карел. С 1987 года — заведующая отделом этнографии Северо-Запада и Поволжья.
В 2011 году в Кунсткамере защитила диссертацию на соискание ученой степени доктора исторических наук на тему: «Тихвинские карелы старообрядцы: методология и результаты комплексного изучения феномена локальной этноконфессиональной группы» (специальность 07.00.07 — этнография, этнология и антропология); официальные оппоненты — доктор исторических наук И. Ю. Винокурова, доктор исторических наук Е. С. Данилко и доктор философских наук М. М. Шахнович; ведущая организация — Санкт-Петербургский государственный университет.

## Научная деятельность
В 1990—2003 годы — руководитель концептуальных экспозиционно-выставочных проектов: «Из прошлого народов Санкт-Петербургской губернии» (1990 г.), «Из истории Санкт-Петербургской губернии» (совместно с 17 музейными, архивными и библиотечными учреждениями Санкт-Петербурга, 1993—1999 гг.); «Родственные народы и прародина» (совместно с Венгерским этнографическим музеем, Будапешт, 1996 г.); «Серебряная нить, золотой челнок (Текстиль народов Балтики)» (СПб., 1998 г.)"; «Христианство в быту и культуре народов России. XIX—XX вв.» (СПб., 2000 г.) (совместно с НИИ МАЭ РАН, ГМИР, Институтом русской литературы, Российской Национальной библиотекой, 17 христианскими церквями и общественными организациями Санкт-Петербурга; «Народы Прибалтики и Северо-Запада России. XVIII—XX вв.» (СПб., 2003 г.).
В 1999—2005 гг. — ответственный секретарь Национального организационного комитета по разработке международного выставочного проекта «Россия — Норвегия. Сквозь века и границы», а с 2004 г. — научный руководитель проекта.
В результате полевой работы О. М. Фишман в Российский этнографический музей поступило около 2000 экспонатов, негативов, отпечатков и диапозитивов по этнографии латышей и карел. Коллекции отражают все стороны традиционно-бытовой культуры XX в., народных промыслов и народного искусства 1970—1990 гг. Экспонаты, приобретенные при участии О. М. Фишман, вошли в состав более 40 коллекций.
Полевые сезоны 1973—1975, 1977, 1978 гг.
Работа велась в Латвии, в Алсунгском, Даугавпилсском
, Елгавском, Кулдигском, Лиепайском, Лимбажском, Огрском,Прейльском, Резекненском, Рижском, Тукумском, Цесисском районах, а также в ЛиозненскомВитебской областиБелоруссии. Цель: сбор экспонатов по традиционной культуре и современному народному искусству, приобретение фотоколлекций по современности и для строительства экспозиции «Народы Прибалтики». Результатом экспедиции было пополнение музея более чем 1400 экспонатами и фотографиями.
Полевые сезоны 1981, 1982, 1984, 1987, 1992, 1993 гг.
Были проведены этнографические и комплексные полевые исследования, изучение локальных групп тверских карел, факторов и признаков этнолокального и локально конфессионального самосознания, сбор этнографических памятников для РЭМ, музеев Тверской области. О. М. Фишман была руководителем 4-х совместных экспедиций (этнографы, архитекторы, музейные сотрудники, студенты Твери, Нижнего Новгорода, Торжка, Вышнего Волочка).
Экспедиция 1984 г., комплексная.
Проводилась совместно с Калининским объединенным музеем, Историко-архитектурным музеем (д. Василево) и Калининскими областными строительными научно-реставрационными мастерскими. Цель — выявление и фиксация архитектурно-этнографических памятников, сбор вещественных памятников по теме «Поселение и жилище верхневолжских карел», а также сбор информации по этим же темам.
Экспедиция 1987 г., комплексная.

Проводилась совместно с Горьковским университетом (Ф. В. Васильев) и Калининскими реставрационными мастерскими (Курочкин В. В., Кузнецова И. Н.). Цели: 1. Сплошное обследование и выявление памятников сельской (крестьянской и культовой) архитектуры; 2. Первое обследование локальной группы тверских карел-старообрядцев. В ходе экспедиции был проведен сбор этнографических экспонатов, книг, полевой информации по темам: «Этноконфессиональное сознание и книга», «Локальная история», «Структура общины», «Обрядовая культура», «Тайные знания»; были обследованы различные локальные группы карел: весьегонская, рамешковская, козловская, выявленные автором вышневолоцкая, а также некоторые старообрядческие группы. Исследования проводились в Весьегонском,Краснохолмском ,Спировском , Лихославльском, Рамешковском, Вышневолоцком районах. Исследовательские цели — этническая история: факторы формирования, признаки, современное состояние этнической культуры. Кроме того, важной задачей было уточнение современной географии расселениякарел в Тверской области, обследование тех районов, которые менее всего были охвачены лингвистическим, фольклорными, этнографическими, музейными и прочими экспедициями.
Полевые сезоны 1989—1994, 2002, 2004 гг.
Был осуществлен ряд комплексных экспедиций по изучению группы тихвинских карел-старообрядцев (федосеевцы). Под руководством О. М. Фишман были проведены этноархеографическая и этномузыковедческая экспедиции, проведенные совместно с Археографической комиссией РАН, Росcийским Институтом искусствознания (СПб), СПб Государственным университетом, Государственным музеем истории религии (СПб), Петрозаводским Государственным университетом и Карельским Научным Центром.

## Научные труды

### Монографии
- Религиозно-культурный феномен карельского старообрядчества. Нью-Йорк, 2000. 487 с.
- Жизнь по вере: тихвинские карелы — старообрядцы. М.:"Индрик", 2003. 408 с.;

### Статьи
- Деревянная утварь верхневолжских карел. XIX—XX вв. Автореф. на соиск. канд. и. н. Л., 1986; Fišman O.M. Karjalaisten tutkimus Neuvostoliiton kansojen Etnografisessa museossa // Kotiseutu: Julkai suomen kotiseutulitto. 1990. № 3. S.125-132.
- К изучению этнической культуры карел Верхневолжья // Современное финно-угроведение: опыт и проблемы: сб. науч. тр. Л., 1990. С. 158—163.
- Верхневолжские карелы. Опыт изучения и современное состояние // Памятники истории и культуры Верхнего Поволжья. Проблемы исследования памятников истории и культуры Верхнего Поволжья: Тез. докл. I регион. науч. конф. Горький, 1990. С. 81-87.
- Программа комплексного изучения сельского населения Ленинградской области (XIX—XX вв.) // Социально-экономические и политические проблемы крестьянства Северо-Запада РСФСР: тез. докл. конф. Новгород, 1991. С. 71-72.
- Берестяная утварь русского и финно-угорского населения в XIX-XX вв.: Типологическая классификация. // Из культурного наследия народов Восточной Европы. Отв. ред. Т. В. Станюкович. Сб. МАЭ. Т. ХLV, 1992. С. 136—151.
- Тихвинские карелы: первый опыт изучения локальной группы // Население Ленинградской области: Материалы и исследования по истории и традиционной культуре: Сб. / Отв. ред. и статьи. СПб., 1992.
- Карелы. //Мы живём на одной земле. Население Ленинграда и Ленинградской области. СПб., 1992. С. 148—159.
- Эстонцы //Мы живем на одной земле. Население Ленинграда и Ленинградской области. СПб., 1992. С. 159—164.
- Мифологические предания тихвинских карел: подход к изучению группового сознания // Уральская мифология: тез. докл. межд. симпоз. Сыктывкар, 1992. C. 126—131.
- Mythologikal legends of the TikhvinKarelians: an Experience of Phenomenological Approach to the Group-Conscious Study // SpecimineSibirica. T. VI. Uralic Mythology: Papers of on International Conference. / Ed. J. Pusztay, E. Saveljeva. Savariae. 1993. P. 41-52.
- «Карельская вера» — феномен нерусского старообрядчества (этноконфессиональное самосознание тихвинских карел) // Традиционная культура: общечеловеческое и этническое. Проблемы комплексного изучения этносов Карелии: Мат. симп. / Отв ред. Т. В. Краснопольская. Петрозаводск. 1993. С. 141—148.
- Феноменологический подход к изучению группового сознания тихвинских карел: (на «Карельская вера» — феномен нерусского старообрядчества (этноконфессиональное самосознание тихвинских карел) // Традиционная культура: общечеловеческое и этническое. Петрозаводск, 1993. С. 141—148.
- Карельские старообрядцы Тихвинского края // А. И. Шёгрен — академик Императорской Санкт-Петербургской Академии наук: тез. докл. СПб., 1993. С. 32-33.
- «Отче» и колдуны: Образы жизни карельской старообрядческой общины // Обряды и верования народов Карелии: Человек и его жизненный цикл: Сб. Петрозаводск, 1994. С. 122—143; Социокультурный статус и ритуальное поведение «знающих» в Тихвинском крае (из полевых наблюдений) // ЖС. № 4. М., 1994.
- Rokonnépek és öshazák. A finnugor népek hagyományos kultúrája / I.Peter, A. Kerezi, O. Fischman, M. Kuropjatnik, E.Kolcsina et. al. Budapest, 1996.
- О таинстве крещения у тихвинских карел — старообрядцев // Рябининские чтения 95: Сб. докл. Межд. науч. конф. По проблемам изучения, сохранения и актуализации народной культуры Русского Севера / Ред. колл. А. И. Афанасьева и др. Петрозаводск, 1997. С. 398—406.
- Тихвинские карелы. Опыт изучения самосознания локальной этноконфессиональной группы // Историческая этнография. Русский север и Ингерманландия. СПб.,1997.
- «Жива будет душа моя»: смерть и похороны у карельских старообрядцев Тихванщины // Из истории Санкт-Петербургской губернии: Новое в гуманитарных исследованиях: Сб. науч. тр. / Отв. ред. и автор статьи. СПб., 1997. 187 с.
- Historical memory as category of culture of the TikhvinKarelians // Ingrians and Neighbours. Focus on the eastern Baltic Sea Region. Studia Fennica. Etnologica. 5. / Ed. M. Teinonen, T.J Virtanen. Helsinki, 1999. Pр. 213—226.
- Лидер в крестьянской старообрядческой общине. История и современность // Мужской сборник. Вып. I. Мужчина в традиционной культуре: Социальные и профессиональные статусы и роли. Сила и власть. Мужская атрибутика. Мужской фольклор / Сост. И. А. Морозов, отв. ред. С. П. Бушкевич. М, 2001. С. 115—119 и др.
- Научно-исследовательская работа // Российский Этнографический музей. 1902—2002. СПб., 2001. С. 236—241.
- Историческая память как категория народной культуры // Финно-угры и соседи: Проблемы этнокультурного взаимодействия в Балтийском и Баренцевом регионах. СПб., 2002. С. 9-32.
- Старообрядчество как фактор стабильности этнолокальной общности тверских карел // Финно-угры и соседи: Проблемы этнокультурного взаимодействия в Балтийском и Баренцевом регионах. СПб., 2002. С. 166—188.
- Концепция международной выставки «Норвегия — Россия. Сквозь века и границы» // Музей. Традиции. Этничность. XX—XXI вв. Мат. межд. Научн. конф., посвящ. 100-летию РЭМ. СПб., Кишинев, 2002. С. 341—346.
- Россия — Норвегия. Сквозь века и границы. Буклет / Сост. О. М. Фишман, К. Ю. Соловьева; «Христианство в быту и культуре народов России. XIX—XX вв.» // ЖС. № 3. 2002. С. 53-57.
- Балтский фонд в собрании РЭМ // Балто-славянские исследования. Сб. науч. труд. XV. М., 2002. C. 550—587.
- Baltische Ethnographie im Russischen Etnografischen Museum. Die Entstehung und die moderne Forschungen // Greifswalder Historische Studien / Band 4. Beitragezur Geschichte des Ostseeraumes. Hamburg, 2002. S. 253—272.
- Tverin karjalasamoile massa //Karjalan heimo. 9-10. 2002. S. 128—132.
- Полевые исследования: назревшие проблемы // Журнал социологии и социальной антропологии. СПб., 2003. № 2. С. 180—186.
- Символизация локальной культуры: старообрядческие группы тихвинских и тверских карел // Локальные традиции в народной культуре Русского Севера: мат. IV междун. научн. конф. «Рябининские чтения. 2003». Петрозаводск, 2003. С. 260—262.
- Жизнь по вере: тихвинские карелы-старообрядцы. М., 2003. 408 с.
- Исследования карельских старообрядцев в 1990-е гг. // Материалы по этнографии. Т. 2. Народы Прибалтики, Северо-Запада и Среднего Поволжья. СПб., 2004. С. 142—176.
- Три женские судьбы (Карельская старообрядческая традиция Тихвинского края. XX век) // Русский Север: Аспекты уникального в этнокультурной истории и народной традиции / Отв. ред. Т. А. Бернштам. Вып. 6. СПб., 2004. С. 52-74.
- Обзор деятельности отдела этнографии Северо-Запада и Поволжья // Материалы по этнографии. Т. 2. Народы Прибалтики, Северо-Запада и Среднего Поволжья. СПб., 2004. С. 3-25.
- Исследования карельских старообрядцев в 1990-е гг. // Там же. С. 142—176.
- Экспозиция «Народы Северо-Запада России и Прибалтики» в РЭМ: новые принципы построения // Этнографическое обозрение. 2004. № 5.
- Из истории современных региональных исследований Северо-Запада в СПб. // Историческая этнография. Вып. 2. Памяти А. В. Гадло. СПб., 2004. С.98-134.
- Традиционная культура народов России : [арх. 21 октября 2022] / И. В. Власова (Русские), Т. В. Лукьянченко, О. М. Фишман (Народы Европейского Севера и Северо-Запада России), Н .И. Жуланова (Народы Европейского Севера и Северо-Запада России: устное музыкальное творчество), А. Д. Коростелёв (Народы Поволжья и Приуралья), Н. И. Жуланова (Народы Поволжья и Приуралья: устное творчество), З. П. Соколова (Народы Западной Сибири), В. В. Мазепус (Народы Западной Сибири: устное музыкальное творчество), Н. П. Москаленко (Народы Южной Сибири), В. В. Мазепус (Народы Южной Сибири: устное музыкальное творчество), А. А. Сирина, В. С. Никифорова (Народы Восточной Сибири), Ю. И. Шейкин (Народы Восточной Сибири: устное музыкальное творчество), Н. А. Месштыб (Народы Приамурья, Приморья и Сахалина), Н. А. Соломонова (Народы Приамурья, Приморьяи Сахалина: устное музыкальное творчество), Н. П. Батьянова (Народы Северо-Востока), А. С. Тарасенко (Народы Северо-Востока: устное музыкальное творчество), Ю. Д. Анчабадзе (Народы Северного Кавказа), М. И. Шилакадзе (Народы Северного Кавказа: устное творчество) // Россия. — М. : Большая российская энциклопедия, 2004. — С. 177–205. — (Большая российская энциклопедия : [в 35 т.] / гл. ред. Ю. С. Осипов ; 2004—2017, т. [б. н.]). — ISBN 5-85270-326-5.
- Хранительницы древнего благочестия: кто они? // Женщина в старообрядчестве. К 300-летию Лексинской обители: мат. межд. научно-практ. конф. Петрозаводск, 2006. С. 48-54.
- Методика изучения финно-угорского старообрядчества: из опыта полевой коммуникации // Полевая этнография-2006: мат. 3-й межд. конф. СПб., 2007. С. 11-13.
- Предания о святых местах в старообрядческой традиции Тихвинщины (карелы, русские) // Старообрядчество: история, культура, современность: сб. мат. конф., Т. 2. М., 2007. С. 210—217.
- Введение // Памяти академика А. И. Шёгрена. (1794—1855): сб. докладов. К 90-летию независимости Финляндии. (в соавт. с С. Б. Кореневой). СПб., 2007. С. 7-14.
- Fisman О.М, Korolkova L.V. Venäläiset tutkijat Inkerissä ja Karjalassa // Rajantakaista Karjalaa. Kulttuurien museo. Helsinki, 2008. S. 67-73.
- История, опыт, стратегия и перспективы полевой работы отдела этнографии Северо-Запада и Прибалтики Российского этнографического музея // Этноконфессиональная карта Ленинградской области и сопредельных территорий. Вторые Шегреновские чтения. СПб., 2008. С. 39-52.
- Богослужебные практики карельских старообрядцев // Труды объединенного научного совета по гуманитарным проблемам и историко-культурному наследию 2008. СПб., 2009. С. 89-97.
- Знающая — больная: из опыта полевой автобиографии // Проблемы духовной культуры народов Европейского Севера и Сибири. Гуманит. Исследования: Сб. ст., посв. памяти Ю. Ю. Сурхаско. Вып. 2. Петрозаводск, 2009. С. 135—172.
- Очерк истории федосеевства в Новгородском крае. XVII—XX вв. // Новгородское староверие: история, культура, традиции в прошлом и настоящем / Сб. Вел. Новгород, 2009. С.28- 63.
- Карелы — пограничный народ, пограничная культура // Этноконфессиональная карта Ленинградской области и сопредельных территорий-2: Третьи шёгреновские чтения / Сб. ст. СПб., 2009. С.276- 291
- Исследователь и объект исследования (опыт полевой коммуникации) // Полевые этнографические исследования: Мат. Восьмых Санкт-петербургских этнографических чтений. СПб, 2009. С. 15-21.
- Богослужебные практики карельских старообрядцев // Труды объединенного научного совета по гуманитарным проблемам и историко-культурному наследию 2008. СПб., 2009. С. 89-97.
- Знающая — больная: из опыта полевой автобиографии // Проблемы духовной культуры народов Европейского Севера и Сибири. Гуманит. Исследования: Сб. ст., посв. памяти Ю. Ю. Сурхаско. Вып. 2. Петрозаводск, 2009. С. 135—172.
- Очерк истории федосеевства в Новгородском крае. XVII—XX вв. // Новгородское староверие: история, культура, традиции в прошлом и настоящем / Сб. Вел. Новгород, 2009. С. 28-63.
- Карелы — пограничный народ, пограничная культура // Этноконфессиональная карта Ленинградской области и сопредельных территорий-2: Третьи шёгреновские чтения / Сб. ст. СПб., 2009. С. 276—291.
- Исследователь и объект исследования (опыт полевой коммуникации) // Полевые этнографические исследования: Мат. Восьмых Санкт-петербургских этнографических чтений. СПб, 2009. С. 15-21.
- История малой родины в устных и письменных рассказах тверских карел // «Калевала» в контексте региональной и мировой культуры: Матер. Межд. конф. науч. конф. Петрозаводск, 2010. С. 298—306.
- Локальная история в нарративах тверских карел второй половины. XX в. // Историческая этнография. Вып. 4. Источники и методы изучения малых групп в этнографии: Сб. ст. к 60-летию В. А. Козьмина. СПб., 2010. С. 13-29.
- Тихвинские карелы старообрядцы: методология и результаты комплексного изучения феномена локальной старообрядческой группы. Автореф. … д. и.н . СПб., 2011. 50 с.
- Фактор формирования природно-хозяйственного пространства микролокальной группы // Ученые записки Петрозаводского гос. унив-та. 2011. Вып 11. С. 15-21.
- Карельские праздники в автобиографическом тексте (по воспоминаниям 1980-х гг.) // Праздники и обряды как феномены этнической культуры: Мат. Десятых Санкт-Петербургских этнограф. чтений / Отв. ред. В. М. Грусман В. М., Е. Е. Герасименко. СПб., 2011. С. 101—106.
- Проект атласа «Этноконфессиональная карта Ленобласти и сопредельных территорий» // Программа и тез. док. межд. науч. конф. «Фольклорно-этнографический атлас восточных славян: методы и результаты исследований». СПб., 2011. С. 17-18.
- «Лицом к лицу»: из опыта полевой коммуникации // О своей земле, своей вере, настоящем и пережитом в России XX—XXI вв. (к изучению биографического и религиозного нарратива) / Под ред. Е. Б. Смилянской. М.: «Индрик», 2012. С. 15-32.
- Образ малой родины в устных и письменных рассказах тверских карел // Там же. С. 363—434.
- «Сама от себя — чего знаю, чего помню»: тетради с повествованиями тверской карелки Анастасии Федоровны Любимовой // Там же. С. 435—463.
- Письменные нарративы краеведов как источник для изучения этнической идентичности (на материалах тверских карелов) // Музей. Традиция. Этничность. № 1. СПб., 2012. С. 57-74.
- Рецензия на монографию И. Ю. Винокуровой «Животные в традиционном мировоззрении вепсов» // Музей. Традиция. Этничность. СПб., № 2. 2012. С. 150—158.
- Стереотипы восприятия истории и культуры в мемуарных текстах первых карельских краеведов// Тез. докл. X Всерос. Конгресса этнографов и антропологов. М., 2013. С. 124—128.
- Шёгреновские чтения в РЭМ 27.02. 2013 // Научно-информационный бюллетень ЯЛИК (Язык. Литература. История. Культура). СПбГУ. № 88. 2013. С. 2-4.
- Проблематика повседневного билингвизма тверских карелов // Труды Кар. НЦ РАН. Петрозаводск, № 3. 2014. С. 66-75.
- V Всероссийской науч. конф. Петрозаводск, 2014. С. 453—457.
- Вместо предисловия // Историко-культурный ландшафт Северо-Запада −3. Шестые межд. Шёгреновские чтения: Сб. стат. и тез. док. СПб., 2014. С. 7-13.
- Проект «Этноконфессиональныйиллюстрипрованный атлас Ленинградской области: материалы и исследования»: итоги первого этапа работы // Историко-культурный ландшафт *Северо-запада — 3. Шестые межд. Шёгреновские чтения: Сб. стат. и тез. док. СПб., 2014. С. 90-101.
- Документы / Отв. ред. О. П. Илюха. Петрозаводск, 2014. С. 28-68.
- Народы Балтики // Народы России. XVIII — нач. XX в. СПб., 2014. С. 226—329.
- Projektas «Senoji Lietuva»: šiuolaikenė lietuvių kultūros paveldo pristatymo patirtis // Eustachijus Tiškevičius: darbai ir kontekstai (Программа и резюме докладов на лит. и англ. яз. межд. науч. конф., посв. 200-летию со дня рождения Евстахия Тышкевича. Литовский национальный музей). Vilnius-Biržai. 9-11 April 2014. S. 54-56.
- Проект «Этноконфессиональный иллюстрированный атлас Ленинградской области: материалы и исследования» // «Этномузыкология: история формирования научно-образовательных центров, методы и результаты ареальных исследований: Материалы международных научных конференций 2011—2012 годов». СПб., 2014. С. 542—575.

## Награды
- Заслуженный работник культуры Российской Федерации (23 августа 1999 года) — за заслуги в области культуры и многолетнюю плодотворную работу[3]
- Благодарность Президента Российской Федерации (27 февраля 2019 года) — за заслуги в развитии культуры и искусства, многолетнюю плодотворную деятельность[4]